# Deutsches Theater München

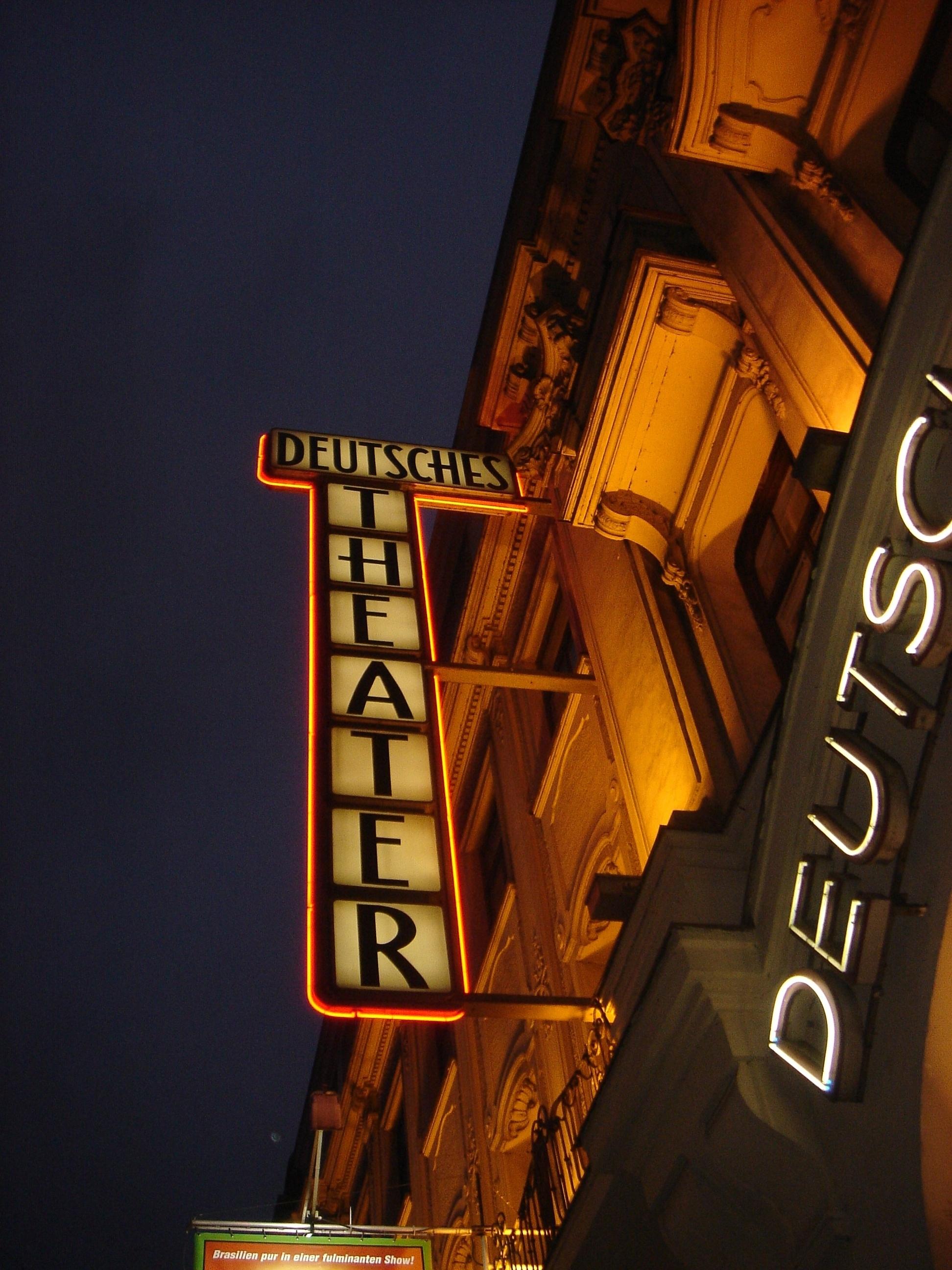
Die Lichtreklame des Deutschen Theaters bei Nacht

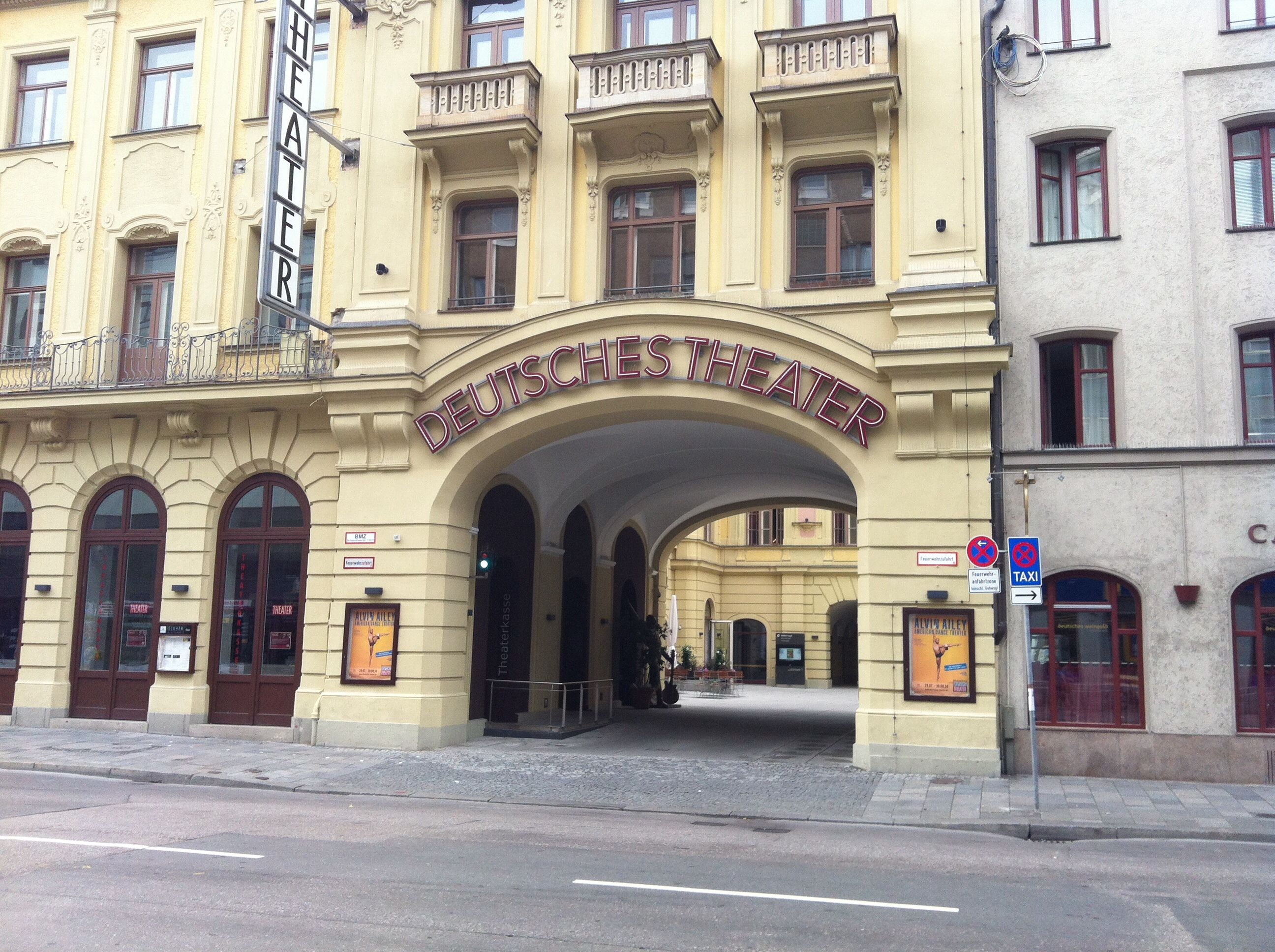
Eingang des Deutschen Theaters, Juli 2014

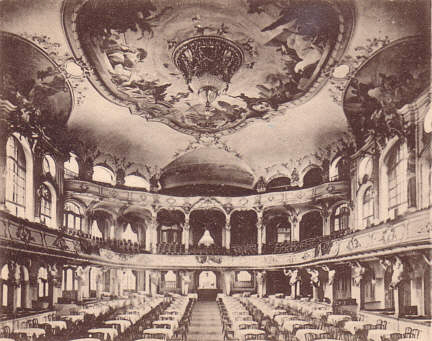
Theatersaal des Deutschen Theaters München, ca. 1910

Das Deutsche Theater in München in der Schwanthalerstraße 13 wurde am 26. September 1896 eröffnet. Das Programm umfasst mit Musicals, Tanz, Shows, Operetten und mit Konzerten internationaler Companys und Künstler weite Bereiche der darstellenden Unterhaltungskunst. Darüber hinaus verwandelt sich das Theater im Fasching alljährlich in Münchens größtes Ballhaus und bietet den Rahmen für zahlreiche Gesellschafts- und Kostümbälle. Das Deutsche Theater ist mit seinen rund 1.500 Sitzplätzen und rund 300 Vorstellungen pro Jahr das nach der Oper größte Theater in München und das größte und wohl auch berühmteste Gastspieltheater mit Vollbühne in Deutschland. Seit 1982 verantwortet die stadteigene „Deutsches Theater München Betriebsgesellschaft mit beschränkter Haftung“ den Spielbetrieb.

## Geschichte
Ende 1894 planten der Münchner Industrielle Friedrich Haenle und der Architekt Alexander Bluhm ein Deutsches Theater mit Emil Meßthaler als künstlerischem Direktor. Meßthaler hatte mit dem im gleichen Jahr gegründeten Münchner Gastspielensemble Theater der Moderne große Erfolge erzielt. Beabsichtigt war, dem modernen, also naturalistischen Theater in München eine würdige Spielstätte zu geben.
Am 29. September 1896 wurde der von Bluhm, Josef Rank und Karl Stöhr entworfene, im Stil des Neobarock gehaltene Bau eröffnet, der zunächst „Feenpalast“ genannt wurde. Der Gebäudekomplex enthielt außer einem Theatersaal mit 1679 Plätzen auch den kleineren Veranstaltungssaal „Silbersaal“, Restaurants, ein Café, zahlreiche Geschäfte und 30 Wohnungen.
Konservative Blätter wie das Bayerische Vaterland opponierten schon vor der Eröffnung heftig gegen solch ein „Institut für moralische Schweinezüchterei“. Im Zuge des polizeilichen Genehmigungsverfahrens meldete Ernst von Possart, damals Intendant der Intendant der königlichen Hoftheater, Bedenken an. Als das Theater schließlich doch ohne Einschränkungen eröffnet werden konnte, waren die Erwartungen groß. Max Halbe schrieb: „Alle Welt betrachtete die Einweihung des Deutschen Theaters unter der Direktion Meßthalers gleichsam als die Inthronisation der ›Moderne‹ in München.“
Und Julius Schaumberger leitete am 26. September die neue Theaterzeitschrift Mephisto, an der sich die Modernen von Conrad bis Wedekind beteiligten, mit einem Artikel über das Deutsche Theater ein, der die Gemeinsamkeit der Ziele betonte. Das Publikum zeigte sich jedoch Max Halbe zufolge enttäuscht, sowohl in künstlerischer Hinsicht als auch was die Räumlichkeiten, insbesondere die Akustik betraf. Es kam zu finanziellen Schwierigkeiten und das „dekorative Ballett“ verdrängte schon bald das moderne Schauspiel, ohne dass dadurch die Defizite sich hätten eindämmen lassen.
Am 16. September 1897 wurde das Deutsche Theater verkauft und von dem neuen Besitzer in ein Variete umgewandelt.
Das Theater wurde fortan vor allem für Varieté-Veranstaltungen genutzt, aber auch für volkstümliche Komödien, Volksschauspiele, Sportveranstaltungen und Faschingsbälle. Im Vergleich zu dem 1883 gegründeten Deutschen Theater in Berlin, das als Ensembletheater genutzt wurde, war das Münchner Haus von Beginn an ein reines Gastspieltheater. Seit der Eröffnung bis heute findet ab Januar bis zum Aschermittwoch die traditionelle Ballsaison mit festlichen Galas und Kostümbällen statt.
Im Februar 1919 tagte im Deutschen Theater der 1. Kongress der bayerischen Arbeiter- und Soldatenräte.
In den 1920er Jahren avancierte das Theater zum prächtigsten Ort der Hauptstadt für glitzernde Revuen. Unter Hans Gruß, der ab 1918 das Theater führte, traten die Tiller Girls, Karl Valentin u. a. auf, ein Gastspiel von Josephine Baker wurde 1929 aber verboten. Nach der Machtübernahme durch die Nationalsozialisten musste Gruß 1935 Paul Wolz weichen. 1939 wurde der Theatersaal von Paul Baumgarten d. Ä. umgestaltet. Am 9. März 1943 wurde das Theater durch Bomben zerstört. Lediglich der neobarocke Silbersaal blieb verschont und ist bis heute als einziger Raum des Originalbaus erhalten geblieben.
1951 wurde das Deutsche Theater München in einem 1949 bis 1951 von Ludwig und Willy Reiber nur teilweise wiederaufgebauten Gebäude wiedereröffnet. Seit den 1960er Jahren wurde der vom Varieté geprägte Spielplan um klassisches Schauspiel, Ballett, Operette und Musical erweitert.
Mit der West Side Story eroberte 1961 das Musical die Bühne des Deutschen Theaters und feierte sensationelle Triumphe. Die Gattung „Musical“ war den Deutschen, die durch den Zweiten Weltkrieg von der internationalen Entwicklung des Musiktheaters abgeschnitten waren, weitestgehend unbekannt. Das Deutsche Theater öffnete den Münchnern mit solchen Shows erstmals ein Fenster zum New Yorker Broadway und zur Welt. Gastspiele ausländischer Ensembles wurden nun immer häufiger. Daneben fanden aber auch Veranstaltungen wie Olf Fischers Komödienstadel ihre Heimat am Deutschen Theater: Die großen Volksschauspieler wie Beppo Brem, Erni Singerl und Maxl Graf gastierten in diesem Rahmen regelmäßig in der Schwanthalerstraße.
Ab 1965 übernahm Kurt Plapperer als Pächter vom Eigentümer des Theatergebäudes, der stadteigenen „Deutsches Theater Grund- und Hausbesitz-Gesellschaft mit beschränkter Haftung“, die Direktion des Deutschen Theaters. Das Deutsche Theater war bis zu diesem Zeitpunkt der letzte Familienbetrieb dieser Größenordnung in der deutschen Kulturlandschaft. Das Pachtverhältnis endete 1977, nach einer notwendigen Sanierung, im Rahmen derer Reinhard Riemerschmid bis 1982 das Theater im Stil der Pop Art umgestaltete, übernahm schließlich die Stadt München auch den Spielbetrieb und setzte als Geschäftsführer der „Deutsches Theater München Betriebsgesellschaft mit beschränkter Haftung“ Kurt Plapperers Adoptivsohn Heiko Plapperer-Lüthgarth ein. Nach dessen Abschied im Jahr 2005 übernahm für kurze Zeit Andrea Friedrichs die Geschäftsführung, sie wurde 2007 von Carmen Bayer und Werner Steer als Doppelspitze des Theaters abgelöst. Seit Februar 2022 leitet Thomas Linsmayer das Theater.
Der Verein der Freunde des Deutschen Theaters München e. V. wurde im Juli 2003 gegründet, in Reaktion auf die Ankündigung der Schließung des Theaters. Sein Ziel war unter anderem die Weiterführung des Theaters. Der Verein wurde im Jahr 2016 aufgelöst, als er seine Vereinsziele vollständig erreicht sah.

## Sanierung des Theaters

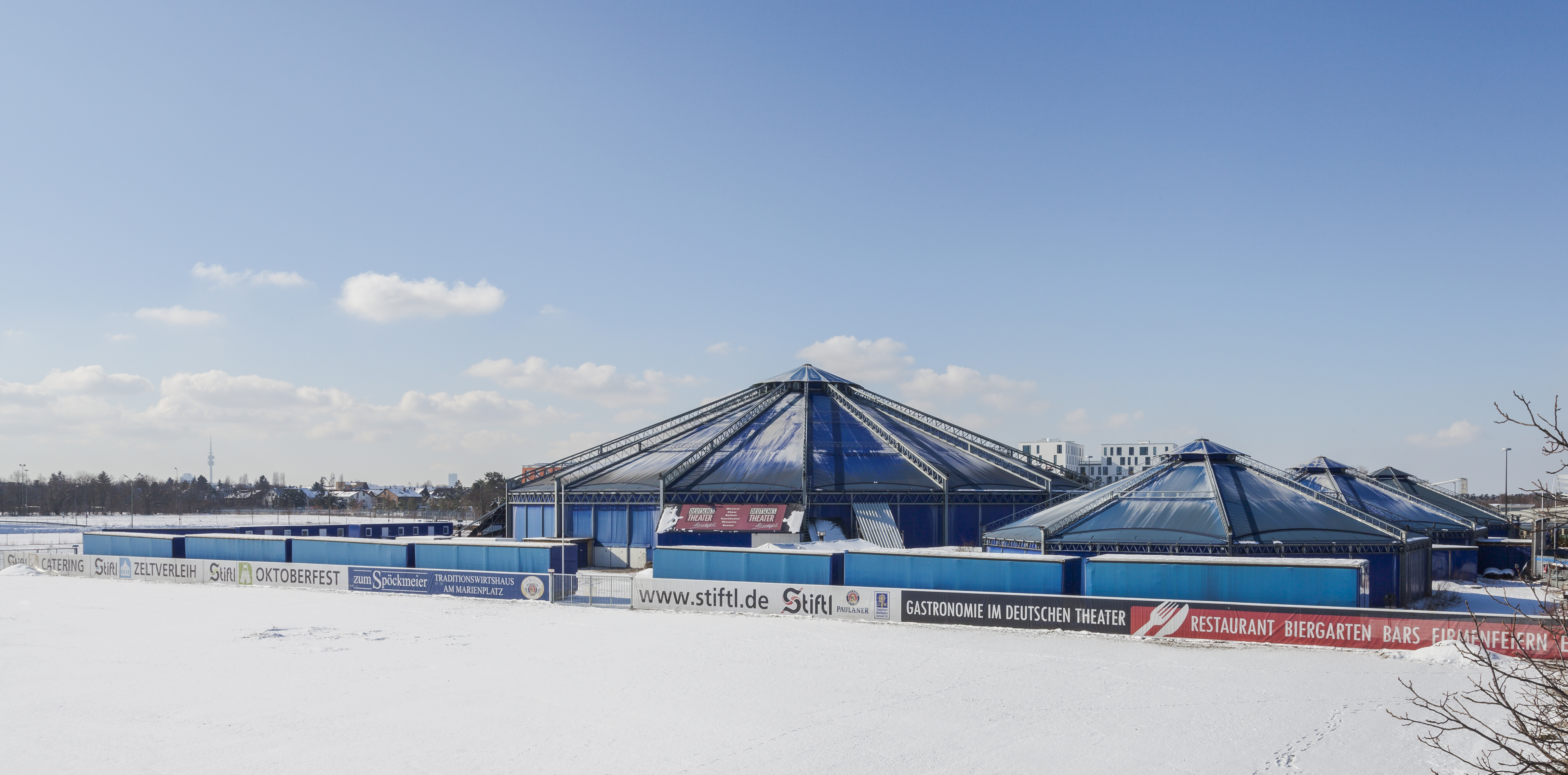
Provisorische Einrichtung in 2013 in Fröttmaning während der Sanierungsarbeiten.

Von 2008 bis 2014 wurden am Deutschen Theater Sanierungsarbeiten durchgeführt, die ursprünglich im Herbst 2011 fertig gestellt werden sollten. Ende 2011 wurde damit gerechnet, dass sich die Sanierungsarbeiten mindestens bis April, wenn nicht sogar Oktober 2013 verzögern würden. Die Kosten für die Sanierung wurden durch die Landeshauptstadt München getragen, nachdem die Suche nach einem privaten Investor erfolglos geblieben war. Die ursprünglich veranschlagten Sanierungskosten von 79,6 Millionen Euro erhöhten sich auf Grund der mehrfachen Verzögerung und bautechnischer Probleme letztlich auf 97 Millionen Euro. Der Bund der Steuerzahler kritisiert die Sanierung des Theaters als Millionengrab.
Bis zur Fertigstellung wurde der Spielbetrieb in den Stadtteil Fröttmaning auf das Areal der Allianz Arena in ein mobiles Theaterzelt und angeschlossenem Restaurant verlegt.

## Wiedereröffnung des Theaters in der Schwanthalerstraße
Am 17. Januar 2014 wurde das Deutsche Theater mit einem großen Festakt von den Geschäftsführern gemeinsam mit dem damaligen Oberbürgermeister Christian Ude, dem Aufsichtsrat und dessen damaligen Vorsitzenden Bürgermeister Hep Monatzeder sowie dem seinerzeitigen Kulturreferent Dr. Hans-Georg Küppers wiedereröffnet. Die Münchner Philharmoniker präsentierten unter der Leitung von Asher Fisch unter anderem Auszüge aus der "West Side Story", Kabarettist Helmut Schleich begeisterte mit seiner Laudatio als Franz Josef Strauß die zahlreichen Gäste aus Wirtschaft, Politik und Kultur. An den Folgetagen lockten das Eröffnungs-Fest und der „Tag der offenen Tür“ mehr als 10.000 Besucher in die Schwanthalerstraße.
Im Anschluss an die erste Ballsaison im neuen Haus präsentierte das Deutsche Theater im Eröffnungsjahr ein hochkarätiges Programm mit dem Musical-Klassiker West Side Story und der weltweit bekannten Tanzkompanie „Alvin Ailey“. Höhepunkte dabei waren zudem die München-Premiere von We Will Rock You und die Deutschland-Premiere der südafrikanischen Folk-Oper Mandela. Rund 300.000 Zuschauer machten 2014 schließlich zu einem der erfolgreichsten Jahre in der Geschichte des Theaters.
Unter anderem mit Musicals wie Elisabeth und Ich war noch niemals in New York konnte das Deutsche Theater 2015 an den Erfolg des Eröffnungsjahres anknüpfen. 2016 feierte das Theater 120. Geburtstag mit Showhighlights wie dem Broadway-Hit Chicago und der Rock-Oper Jesus Christ Superstar. Und erstmals holte das Theater im Jubiläumsjahr auch das Kult-Musical Tanz der Vampire nach Bayern. Wie viele Kultur-Stätten musste das Deutsche Theater 2020 aufgrund der COVID-19-Pandemie zeitweise schließen. Somit entfiel auch der geplante Festakt zum 125. Geburtstag. Im Frühjahr 2022 nahm das Theater wieder seinen regulären Spielbetrieb gemäß der geltenden Pandemie-Verordnung auf.
Seit 30. November 2023 ist der 2. Bürgermeister Dominik Krause Vorsitzender des Aufsichtsrats.